# Capitosaurus arenaceus
Il capitosauro (Capitosaurus arenaceus Münster, 1836) è un anfibio estinto, appartenente ai temnospondili. Visse all'inizio del Triassico superiore (Carnico, circa 235 milioni di anni fa) e i suoi resti fossili sono stati ritrovati in Germania.

## Descrizione
Tutto ciò che si conosce di questo animale è un cranio parziale, conservatosi solo nella parte anteriore. Questo era largo e piatto, dotato di orbite poste relativamente indietro nel cranio. Dal raffronto con altri animali simili, come Cyclotosaurus, si suppone che Capitosaurus fosse un grande anfibio dal corpo massiccio e dagli arti corti, lungo oltre due metri. Dalla descrizione iniziale che ne fece Muenster nel 1836, sembra che all'epoca del ritrovamento il cranio fosse completo e che preservasse la parte posteriore. Secondo Muenster, quest'ultima era dotata di una incisura otica (una regione incavata nella parte posteriore del cranio, che probabilmente reggeva la membrana timpanica) completamente circondata dalle ossa squamoso e tabulare. Altre caratteristiche del cranio di Capitosaurus includevano le coane piuttosto corte e arrotondate, simili a quelle del successivo Cyclotosaurus e di Kupferzellia.

## Classificazione
Capitosaurus è noto esclusivamente per un cranio parziale ritrovato nell'arenaria di Benk in Franconia (Germania meridionale), descritto per la prima volta da Muenster nel 1836. In seguito vennero ascritte al genere Capitosaurus altre specie (come C. nasutus, attualmente considerata la specie tipo di Parotosuchus), rivelatesi però appartenenti ad altri generi. Il fossile di Capitosaurus, inizialmente, preservava la parte posteriore completa di incisura otica (fondamentale per capire le reali parentele di questo animale), ma in seguito questa regione andò perduta.
Capitosaurus, a causa dell'incompletezza dell'unico reperto disponibile, venne poi considerato un nomen vanum da Welles e Cosgriff (1965), ma ricerche più recenti hanno messo in luce possibili autapomorfie di Capitosaurus, che sarebbe a tutti gli effetti un genere valido. Da alcuni studiosi, quindi, Capitosaurus è considerato un genere di anfibi temnospondili appartenente ai capitosauroidi, un variegato gruppo di grandi predatori acquatici dai crani piatti. Capitosaurus è considerato una forma relativamente derivata, a causa della presunta incisura otica "chiusa" e di altre caratteristiche che lo avvicinerebbero a Cyclotosaurus. Quest'ultimo genere, tuttavia, è più recente e non è considerato un sinonimo di Capitosaurus, il quale a sua volta è visto come un genere intermedio (anche stratigraficamente) tra Kupferzellia e Cyclotosaurus (Schoch, 2008).